# Ophiomyia colei
Ophiomyia colei är en tvåvingeart som beskrevs av Spencer 1965. Ophiomyia colei ingår i släktet Ophiomyia och familjen minerarflugor. Inga underarter finns listade i Catalogue of Life.